# Węgry na Letniej Uniwersjadzie 2009
Węgry na Letniej Uniwersjadzie w Belgradzie reprezentowało 131 zawodników. Węgry zdobyły 8 medali (złoty, 2 srebrne i 5 brązowych).
Sporty drużynowe w których Węgry brały udział:
| Dyscyplina  | Mężczyźni | Kobiety |
| Koszykówka  |           | ✔       |
| Piłka nożna |           | ✔       |
| Piłka wodna | ✔         | ✔       |
| Siatkówka   |           |         |

## Medale

### Złoto
- Krisztian Berki - gimnastyka sportowa, ćwiczenia na koniu z łęgami

### Srebro
- Attila Ungvari - judo, kategoria poniżej 73 kilogramów
- Drużyna piłkarek wodnych

### Brąz
- Attila Szabo - lekkoatletyka, dziesięciobój
- Peter Szenyi - szermierka, szpada indywidualnie
- Drużyna szablistów - szermierka
- Éva Csernoviczky - judo, kategoria poniżej 48 kilogramów
- Barna Bor - judo, kategoria powyżej 100 kilogramów